# René Legros
René Legros war ein französischer Hersteller von Automobilen.

## Unternehmensgeschichte
René Legros (1872–1954) experimente seit 1894 mit Benzinwagen. 1900 gründete er das Unternehmen in Fécamp zur Automobilproduktion. Der Markenname lautete Legros. Eine Quelle gibt an, dass zwischen 1903 und 1906 die Automobilproduktion ruhte. 1913 endete die Produktion. Außerdem entstand in Zusammenarbeit mit Albert Meynier der Meynier-Legros.

## Fahrzeuge
Zur Weltausstellung Paris 1900 stellte Legros seinen dreisitzigen Kleinwagen La plus simple vor. Der 4 PS-Motor war vorne offen luftgekühlt verbaut und trieb kardanisch die Hinterachse an, das Achsgetriebe lief in einem Ölsumpf. Das Fahrzeug wog fahrbereit zwischen 230 und 240 kg. Eine der zwei Bremsen wirkte per Pedal auf die Differentialzwischenachse, die andere auf die Hinterradnaben. Der Kaufpreis betrug 4.000 Francs.
1901 wurde der leichte Wagen (la voiture légère) La plus simple vorgestellt, wahlweise mit viersitziger Tonneau- oder zweisitziger Duc-Karroserie. Der vorne eingebaute wassergekühlte Einzylindermotor leistete 6 PS bei 1500/min und trieb über ein Kardangetriebe die Hinterachse. Das Zahnradgetriebe wies drei Vorwärtsgänge plus Rückwärtsgang auf. Die Kupplung mit der Antriebswelle erfolgte mit einer konischen Reibscheibe. Die Höchstgeschwindigkeit war mit 45 km/h angegeben. Wie auch im Vorgängermodell waren eine Bremse für die Differentialzwischenwelle sowie Nabenbremsen vorhanden.
1902 folgten zwei Modelle mit Einbaumotor von De Dion-Bouton mit 8 PS Leistung und mit Einbaumotor von Aster mit 12 PS.
1904 oder 1906 erschienen neue Modelle, jeweils mit Zweitaktmotor. Das schwächste Modell mit 8 PS Leistung verfügte je nach Quelle über einen Ein- oder Zweizylindermotor. Daneben gab es zwei Zweizylindermodelle mit 10 PS und 12 PS sowie zwei Dreizylindermodelle mit 15 PS und 18 PS. Der Dreizylindermotor hatte 3421 cm³ mit einer Bohrung von 110 mm und einem Hub von 120 mm. Bei 600/min leistete er 14 PS, bei 700/min waren es 18 PS und bei 1100/min waren es 24 PS.

1907 folgten die Modelle 16/20 CV und 20/25 CV mit Vierzylindermotoren. Bis zur Aufgabe der Produktion im Jahr 1913 standen diese beiden Modelle sowie ein Zweizylindermodell 9 CV im Angebot.

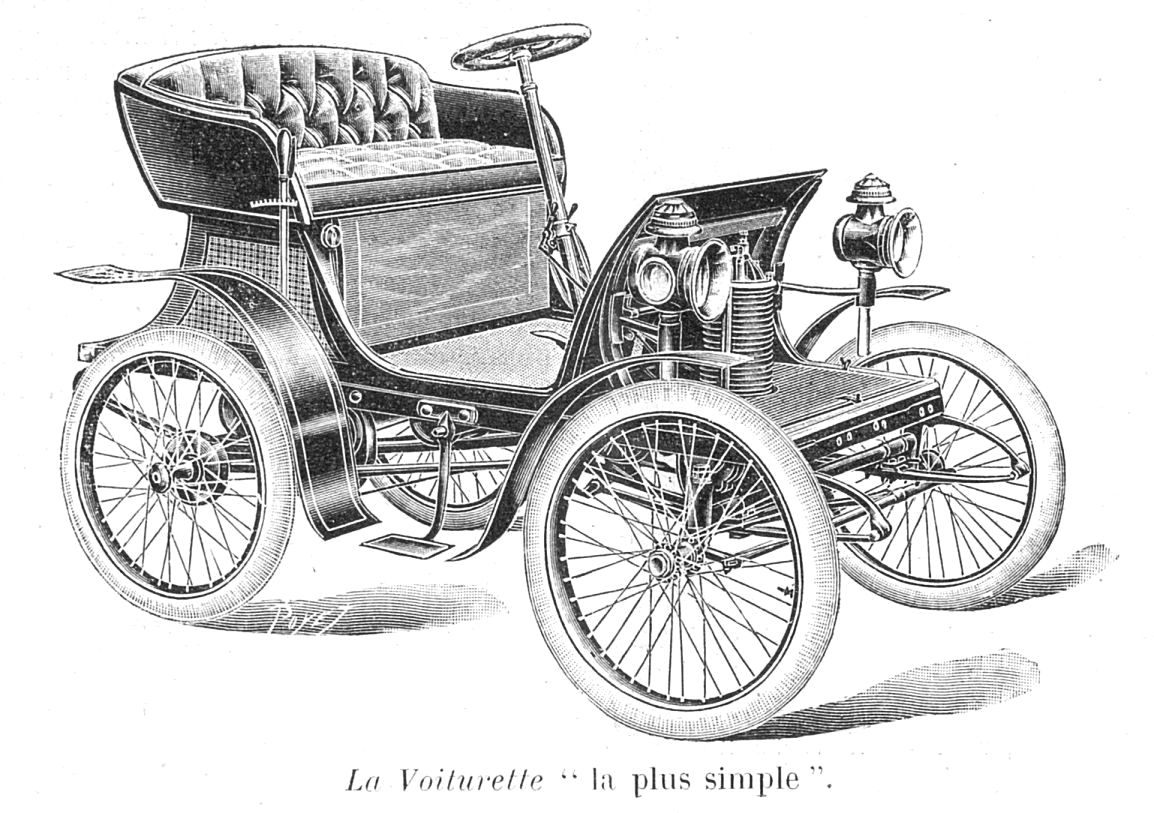
Legros 'La plus simple' 4 CV (1900)
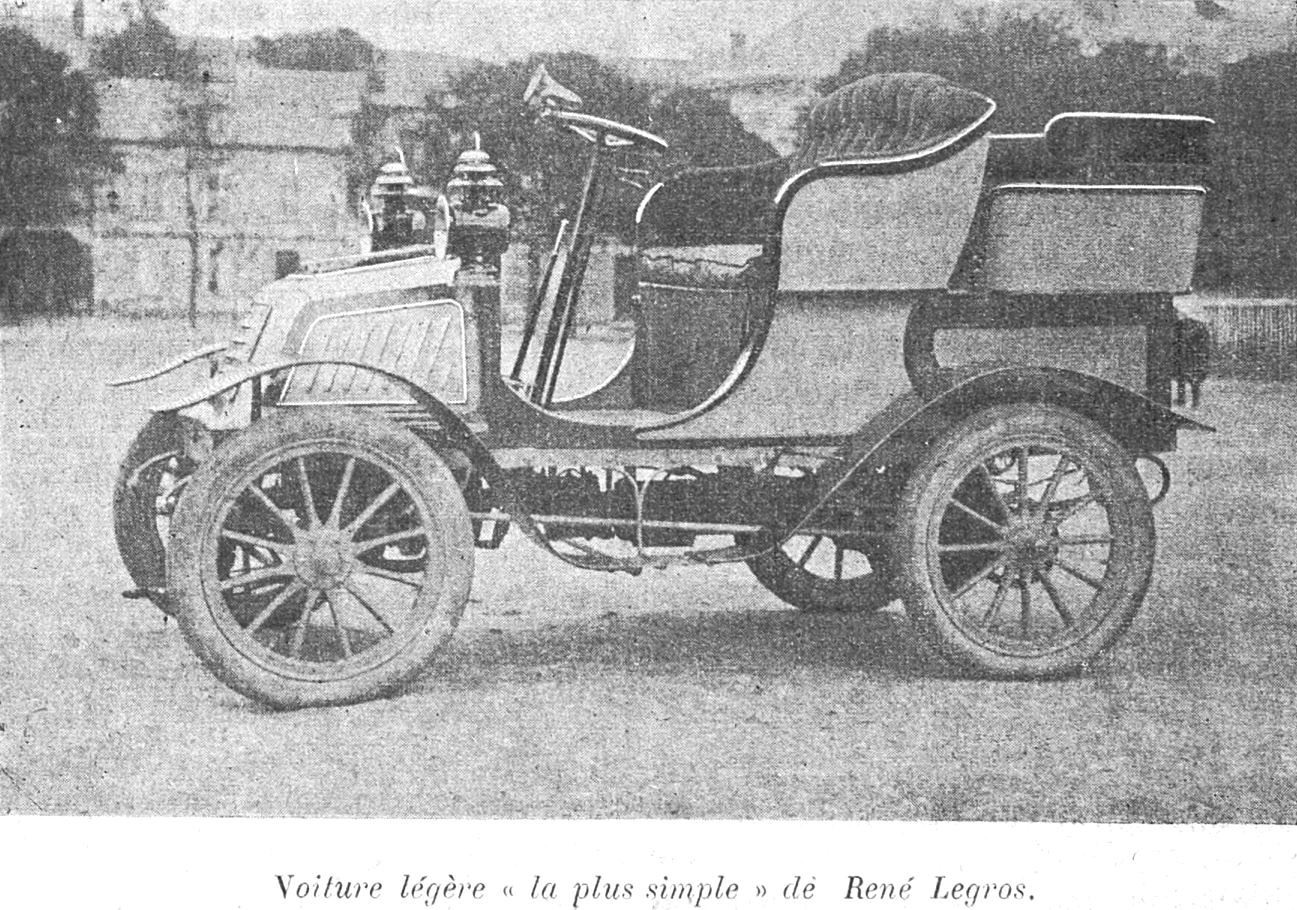
Legros 'La plus simple' 6 CV Tonneau (1901)
- Legros 24 CV (1907)
- Legros 3-Zylinder-Zweitaktmotor (1907)